# Mike Eman
Michiel Godfried „Mike” Eman (ur. 1 września 1961 w Oranjestad, Aruba) – arubański polityk. premier Aruby od 30 października 2009 do 17 listopada 2017. Członek Arubańskiej Partii Ludowej (Arubaanse Volkspartij/Partido di Pueblo Arubano). Od października 2001 do 29 października 2009 członek parlamentu (Stanów Aruby – Staten van Aruba).